# El vals del obrero
El vals del obrero („A munkás keringője”) az  Ska-P [ejtsd: eszkápé] spanyol ska punk zenekar lemeze 1996-ból.

## Számok
1. El gato López
2. Ñapa es
3. El vals del obrero
4. Revistas del corazón
5. Romero el madero
6. Sectas
7. No te pares
8. Cannabis
9. Insecto urbano
10. Animales de laboratorio
11. La sesera no va
12. Sexo y religión